# لیندولفو کالر (ریو گراند دو سول)
لیندولفو کالر (به پرتغالی: Lindolfo Collor) یک منطقهٔ مسکونی در برزیل است که در ریو گرانده جنوبی واقع شده‌است. لیندولفو کالر ۳۲٫۹۹ کیلومتر مربع مساحت و ۶٬۱۲۵ نفر جمعیت دارد و ۳۷ متر بالاتر از سطح دریا واقع شده‌است.